# Valvulammina
Valvulammina es un género de foraminífero bentónico de la familia Valvulamminidae, de la superfamilia Eggerelloidea, del suborden Textulariina y del orden Textulariida. Su especie tipo es Valvulina globularis. Su rango cronoestratigráfico abarca el Eoceno.

## Discusión
Clasificaciones previas incluían Valvulammina en la superfamilia Textularioidea.

## Clasificación
Valvulammina incluye a las siguientes especies:
- Valvulammina cornucopia †
- Valvulammina cubana †
- Valvulammina globularis †
- Valvulammina minuta †
- Valvulammina nassauensis †
- Valvulammina parrelloides †
- Valvulammina picardi †
- Valvulammina plana †
- Valvulammina ratnovskajae †
- Valvulammina rotalliiformae †